# RT-11
RT-11 (dove RT sta per Real Time, in tempo reale) era un sistema operativo in tempo reale per la famiglia di computer PDP-11 della DEC. Si trattava di un sistema operativo monoutente che non supportava il multitasking sebbene l'RT-11 potesse essere configurato per fornire supporto ad un singolo processo in "foreground" contemporaneamente ad un singolo processo in "background".
RT-11 era molto piccolo, e poteva essere compilato dall'utente, cosa che rendeva possibile ad un utente sufficientemente abile (ed in possesso del codice sorgente) di ottenere un'installazione di RT-11 configurata a dovere e funzionante senza aver bisogno di un altro sistema operativo da cui partire. La console più comune era una telescrivente, ma DEC supportava anche i terminali a grafica vettoriale VT-11 e VS-11 dotati di generatore di caratteri grafici per la visualizzazione del testo, e una penna ottica per l'input grafico).
Molti programmi erano disponibili, tra cui l'editor visuale KED, runoff, antenato di troff e TeX, una shell, ed un compilatore C. Il sistema era dotato di componenti sufficienti a svolgere la maggior parte dei compiti attuali di un personal computer, eccezion fatta per la navigazione sul web.
Il sistema operativo RT-11 poteva essere memorizzato su un disco rigido rimovibile 2,5 Megabytes, o avviato da un disco floppy da 8 pollici. Il sistema supportava un real-time clock, un'unità grafica vettoriale VT-11, un convertitore analogico-digitale a 16 canali da 100 kHz con due canali digitale/analogico, una porta seriale a 9600 baud, e schede bidirezionali a 16 bit. Il file system supportava nomi di file lunghi 6 caratteri, più 3 di estensione (MS-DOS supportava nomi lunghi 8 caratteri) codificati in RAD50, che raggruppava i 9 caratteri in soli 6 bytes. Venivano forniti tool per sviluppare ed effettuare il debugging di programmi scritti in assembly, ed altri linguaggi, tra i quali il C, il Fortran, il Pascal e diversi dialetti del BASIC godevano di piani speciali di supporto da parte di DEC. Tool per la programmazione in questi ed altri linguaggi erano disponibili anche da distributori di terze parti.
Uno dei fattori che contribuì alla semplicità (e alla velocità) dell'RT-11 fu l'architettura del file system; tutti i file erano contigui, cosa che significava che ciascun file occupava blocchi consecutivi sul disco (un blocco, la più piccola unità di spazio su disco a cui ci si potesse riferire, era pari a 512 bytes). Ciò significava che un file poteva essere scritto o letto molto velocemente. Un effetto collaterale di questa struttura del file system era che il disco poteva aver bisogno di una "messa a punto" per consolidare le parti non utilizzate.
I computer LSI, introdotti in seguito da DEC, erano in grado di avviare RT-11 da un floppy disk. Diversi anni dopo, DEC introdusse RSX-11, un sistema operativo multiutente multitasking, ma RT-11 rimase il sistema operativo di riferimento per i sistemi di acquisizione dati in cui era necessaria una risposta in tempo reale.
RT-11 girava su tutti i sistemi della famiglia PDP-11, dal PDP-11[/20] (il primo prodotto da DEC) al PDP-11/93,94 (l'ultimo della serie prodotto da DEC). Poteva girare anche sui sistemi della serie Professional 300 e sul PDT-11 (dove 'PDT' sta per Programmed Data Terminal): entrambe le famiglie di sistemi erano basate su processori PDP-11, ma avevano diversi bus e/o strutture di interrupt.
S&H Computing sviluppò TSX-Plus, che era essenzialmente un'estensione di RT-11 multiuser e multiprocessing.

## Versioni specializzate
Diversi sistemi PDP-11 specializzati vennero venduti insieme al sistema operativo RT-11:
- LAB-11 forniva una periferica analogica LPS-11 per la raccolta di dati di laboratorio
- PEAK-11 era stato progettato per essere utilizzato insieme ad un cromatografo per gas (analizzava i picchi prodotti dal cromatografo): la raccolta dei dati era eseguito come processo in primo piano in RT-11, mentre i programmi utente per l'analisi dei dati venivano eseguiti in background.
- I sistemi GT4x erano dotati di una periferica per la grafica vettoriale. Diversi programmi dimostrativi erano forniti insieme a questi sistemi, tra cui Lunar Lander ed una versione di Spacewar!.

## Compatibilità con gli altri sistemi operativi DEC
Molti programmi per l'RT11 programs, in particolare quelli che non dipendevano da periferiche specifiche o facevano accesso diretto a risorse hardware, potevano essere eseguiti direttamente sul sistema di runtime RT11 del sistema in timesharing RSTS/E.